# Pordenone
Pordenone (furlansko Pordenon) je mesto v italijanski avtonomni deželi Furlaniji - Julijski krajini, na severovzhodu Italije in sedež ene od štirih enot deželne decentralizacije te dežele. Leži ob reki Noncello.
Mesto Pordenone ima okoli 50.000 prebivalcev, skupaj s sosednjima občinama, Cordenonsom in Porcio, s katerima sestavlja somestje oz. urbano celoto, pa še več kot 30.000 več in je za Trstom in Vidmom tretje največje mesto v deželi.

## Naselja
- Borgo Meduna / Borc de Midune
- Brait
- La Comina / La Cumine
- Rorai Grande / Rorai Grant
- San Gregorio
- Torre / Tor
- Valle / Val
- Vallenoncello / Valnunciel
- Villanova / Vilegnove